# Töckenfly
Töckenfly (Acosmetia caliginosa) är en fjärilsart som beskrevs av Jacob Hübner 1818. Töckenfly ingår i släktet Acosmetia och familjen nattflyn. Enligt den svenska rödlistan är arten nationellt utdöd i Sverige. Arten har tidigare förekommit i Götaland men är numera lokalt utdöd. Artens livsmiljö är jordbrukslandskap, våtmarker. Inga underarter finns listade i Catalogue of Life.

## Bildgalleri

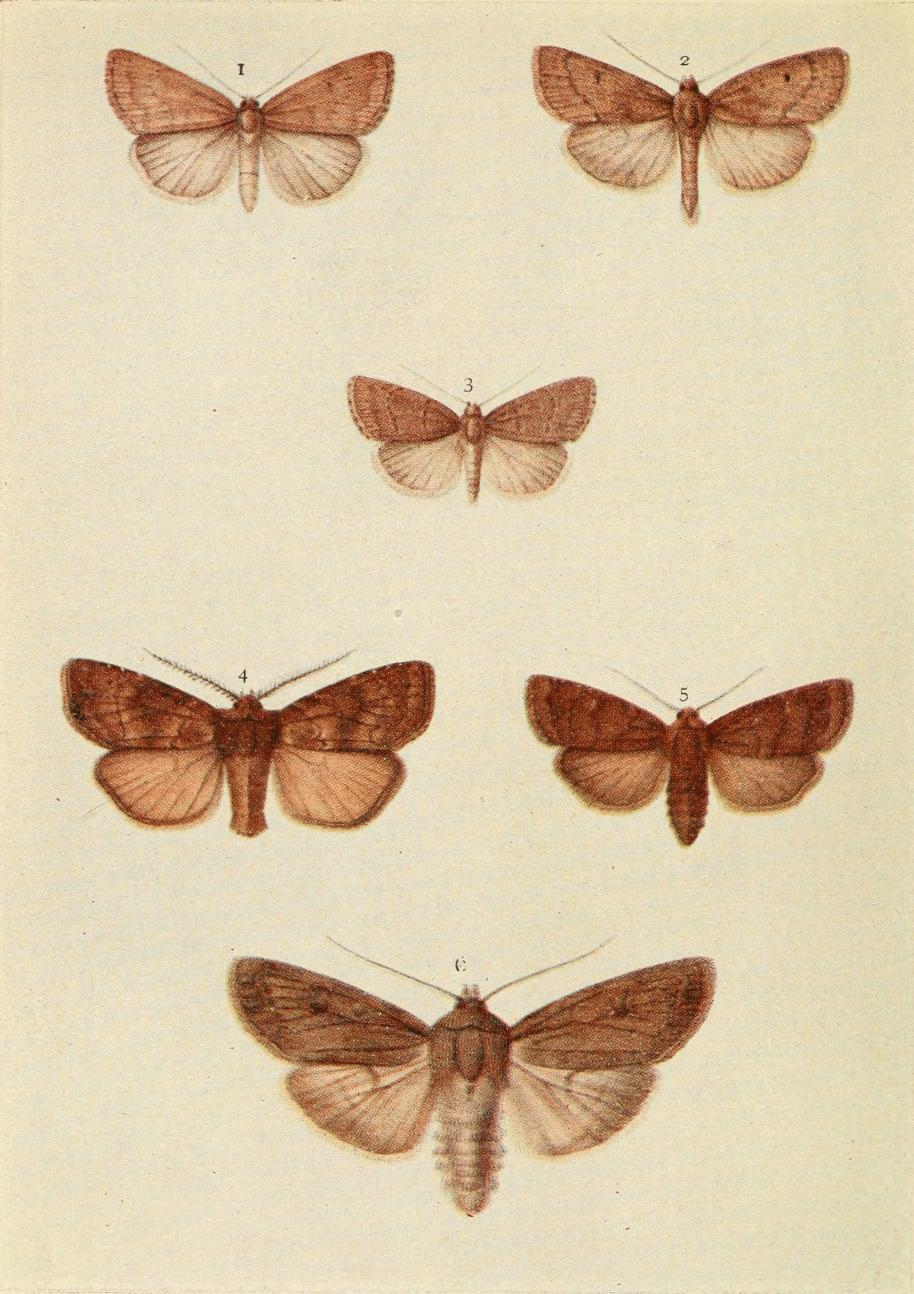